# Dave Rowberry
David Eric Rowberry, född 4 juli 1940, död 6 juni 2003, var en engelsk piano- och orgelmusiker mest känd som medlem i The Animals på 1960-talet. 
Född i Mapperley, Nottinghamshire, började Rowberry uppträda på olika musikscener i Newcastle upon Tyne med blues och jazz i början av 1960-talet när han studerade på Newcastle University. Han gick med i Mike Cotton Jazzmen (senare The Mike Cotton Sound) 1962 som turnerade runt i  England.